# 2000年夏季奥林匹克运动会举重比赛
2000年夏季奥林匹克运动会举重比赛於雪梨會議展覽中心舉行，共有来自73个国家的261名举重运动员参加，女子举重首次被列入奥运会正式比赛项目。

## 各项成绩

### 男子
| 项目             | 金牌                                | 银牌                                | 铜牌                                |
| 56 kg （詳細）   | 哈利勒·穆特卢 · 土耳其（TUR）       | 吴文雄 · 中国（CHN）                | 张湘祥 · 中国（CHN）                |
| 62 kg （詳細）   | 尼古拉·佩沙洛夫 · 克罗地亚（CRO）   | 莱昂尼达斯·萨瓦尼斯 · 希腊（GRE）   | 根纳迪·奥列什丘克 · 白俄罗斯（BLR） |
| 69 kg （詳細）   | 加拉宾·波耶夫斯基 · 保加利亚（BUL） | 格奥尔吉·马尔科夫 · 保加利亚（BUL） | 谢尔盖·拉夫雷诺夫 · 白俄罗斯（BLR） |
| 77 kg （詳細）   | 占旭刚 · 中国（CHN）                | 维·米特鲁 · 希腊（GRE）             | 阿尔森·梅利基扬 · 亚美尼亚（ARM）   |
| 85 kg （詳細）   | 皮洛士·季马斯 · 希腊（GRE）         | 马克·胡斯特尔 · 德国（GER）         | 格奧爾基·阿薩尼澤 · （GEO）         |
| 94 kg （詳細）   | 卡西·卡奇亚斯维里斯 · 希腊（GRE）   | 希蒙·科韦茨基 · 波兰（POL）         | 阿列克谢·彼得罗夫 · 俄罗斯（RUS）   |
| 105 kg （詳細）  | 侯塞因·塔瓦库利 · 伊朗（IRI）       | 阿兰·察加耶夫 · 保加利亚（BUL）     | 赛义德·阿萨德 · （QAT）             |
| +105 kg （詳細） | 侯塞因·拉扎扎德 · 伊朗（IRI）       | 龙尼·韦勒 · 德国（GER）             | 阿德雷·丹涅良 · 俄罗斯（RUS）       |

### 女子
| 项目            | 金牌                              | 银牌                                   | 铜牌                                       |
| 48 kg （詳細）  | 塔拉·诺特 · 美国（USA）           | 雷玛·利萨·伦贝瓦斯 · 印度尼西亚（INA） | 斯里·因德里亚尼 · 印度尼西亚（INA）        |
| 53 kg （詳細）  | 杨霞 · 中国（CHN）                | 黎锋英 · 中华台北（TPE）               | 维纳尔妮·宾蒂·斯拉梅特 · 印度尼西亚（INA） |
| 58 kg （詳細）  | 索拉娅·希门尼斯 · 墨西哥（MEX）   | 李善姬 · 朝鲜（PRK）                   | 卡萨拉波恩·素达 · 泰国（THA）              |
| 63 kg （詳細）  | 陈晓敏 · 中国（CHN）              | 瓦伦蒂娜·波波娃 · 俄罗斯（RUS）        | 约安娜·哈齐约安努 · 希腊（GRE）            |
| 69 kg （詳細）  | 林伟宁 · 中国（CHN）              | 马库什·伊丽莎白 · 匈牙利（HUN）        | 卡尔纳姆·马勒斯瓦里 · 印度（IND）          |
| 75 kg （詳細）  | 玛丽亚·乌鲁蒂亚 · 哥伦比亚（COL） | 鲁斯·奥格贝弗 · 尼日利亚（NGR）        | 郭羿含 · 中华台北（TPE）                   |
| +75 kg （詳細） | 丁美媛 · 中国（CHN）              | 阿加塔·弗鲁贝尔 · 波兰（POL）          | 切里尔·哈沃斯 · 美国（USA）                |

## 参赛国家
共有分别来自73个国家的261名举重运动员参加了此次的奥运会比赛。

| - 阿尔巴尼亚（1） - 阿尔及利亚（1） - 美属萨摩亚（1） - 阿根廷（2） - 亚美尼亚（6） - （12） - 阿塞拜疆（2） - 比利时（2） - 白俄罗斯（5） - 巴西（1） - 保加利亚（12） - 加拿大（1） - 捷克（1） - 中国（12） - 中华台北（4） - 哥伦比亚（3） - 克罗地亚（1） - 古巴（5） - （2） - 厄瓜多尔（1） - 埃及（2） - 萨尔瓦多（1） - 斐济（1） - 芬兰（1） - 法国（3） | - （3） - 德国（6） - 英国（1） - 希腊（10） - 关岛（1） - 危地马拉（1） - 印度（3） - 印度尼西亚（3） - 伊朗（6） - 意大利（4） - 日本（8） - （6） - （2） - 拉脱维亚（3） - 黎巴嫩（1） - 立陶宛（1） - 墨西哥（1） - 密克罗尼西亚（1） - 摩尔多瓦（3） - 缅甸（3） - （2） - 尼加拉瓜（1） - 尼日利亚（5） - 朝鲜（4） - 挪威（1） | - 新西兰（2） - 帕劳（1） - 巴拿马（1） - 巴布亚新几内亚（1） - 波兰（9） - 波多黎各（2） - （5） - 罗马尼亚（7） - 俄罗斯（9） - 萨摩亚（1） - 塞舌尔（1） - 斯洛伐克（1） - 韩国（8） - 西班牙（3） - 泰国（5） - （1） - 突尼斯（1） - 土耳其（8） - （1） - 乌克兰（10） - 美国（6） - （2） - 委内瑞拉（2） |

## 奖牌榜
| 排名 | 国家／地区        | 金牌 | 银牌 | 铜牌 | 總數 |
| ---- | ----------------- | ---- | ---- | ---- | ---- |
| 1    | 中国（CHN）       | 5    | 1    | 1    | 7    |
| 2    | 希腊（GRE）       | 2    | 2    | 1    | 5    |
| 3    | 伊朗（IRI）       | 2    | 0    | 0    | 2    |
| 4    | 保加利亚（BUL）   | 1    | 2    | 0    | 3    |
| 5    | 美国（USA）       | 1    | 0    | 1    | 2    |
| 6    | 哥伦比亚（COL）   | 1    | 0    | 0    | 1    |
| 6    | 克罗地亚（CRO）   | 1    | 0    | 0    | 1    |
| 6    | 墨西哥（MEX）     | 1    | 0    | 0    | 1    |
| 6    | 土耳其（TUR）     | 1    | 0    | 0    | 1    |
| 10   | 德国（GER）       | 0    | 2    | 0    | 2    |
| 10   | 波兰（POL）       | 0    | 2    | 0    | 2    |
| 12   | 印度尼西亚（INA） | 0    | 1    | 2    | 3    |
| 12   | 俄罗斯（RUS）     | 0    | 1    | 2    | 3    |
| 14   | 中华台北（TPE）   | 0    | 1    | 1    | 2    |
| 15   | 匈牙利（HUN）     | 0    | 1    | 0    | 1    |
| 15   | 尼日利亚（NGR）   | 0    | 1    | 0    | 1    |
| 15   | 朝鲜（PRK）       | 0    | 1    | 0    | 1    |
| 18   | 白俄罗斯（BLR）   | 0    | 0    | 2    | 2    |
| 19   | 泰国（THA）       | 0    | 0    | 1    | 1    |
| 19   | （GEO）           | 0    | 0    | 1    | 1    |
| 19   | 印度（IND）       | 0    | 0    | 1    | 1    |
| 19   | （QAT）           | 0    | 0    | 1    | 1    |
| 19   | 亚美尼亚（ARM）   | 0    | 0    | 1    | 1    |
|      | 共计              | 15   | 15   | 15   | 45   |